# Локтионов, Роман Борисович
Роман Борисович Локтионов (укр. Роман Борисович Локтіонов; род. 18 октября 1986, Александрия, Кировоградская область) — украинский футболист, нападающий.

## Биография
В футбол начал играть в 15-летнем возрасте в Александрии. В ДЮФЛ выступал за «Кристалл-Аметист» и МФК «Александрия». Первым профессиональным клубом был МФК «Александрия». С 2006 года по 2008 год выступал за кременчугский «Кремень». В команде был одним из лучших бомбардиров. В июле 2008 года перешёл в полтавскую «Ворсклу». В Премьер-лиге дебютировал 18 июля 2008 года в матче с ФК «Харьков» (0:0). Сыграв за сезон только в 7 матчах чемпионата и 3 матчах кубка, Роман с «Ворсклой» впервые в истории выиграли Кубок Украины, обыграв в финале донецкий «Шахтёр». Локтионов вышел в концовке матча вместо Дмитрия Есина и помог клубу удержать победный счёт 1: 0. В итоге Локтионов так и не смог закрепиться в основном составе полтавчан и летом 2009 года был отдан на сезон в аренду в перволиговский ПФК «Александрия», за который сыграл 20 матчей в чемпионате и забил 2 гола.
Летом 2010 года перешёл в алчевскую «Сталь», где стал стабильным игроком основной команды и в первом же сезоне помог клубу стать бронзовым призёром Первой лиги, а в сезоне 2012/13, забив 10 голов, способствовал тому, что «Сталь» заняла второе место и получила право повыситься в классе. Однако летом 2013 года алчевский клуб отказался от участия в Премьер-лиге из-за трудного финансового положения, а Локтионов перешёл в клуб Первой лиги — «Александрию».
В 2015 году подписал контракт с кировоградской «Звездой». В составе команды, в 2016 году стал чемпионом Первой лиги Украины, однако в Премьер-лиге постепенно выпал из основы и в январе 2017 года покинул клуб. В марте того же года стал игроком «Немана».
Зимой 2019 года стал игроком «Кременя». В сентябре 2019 года начал тренерскую карьеру, возглавив «Кремнь-Юниор». Осенью 2021 года был назначен исполняющим обязанности главного тренера клуба

## Достижения
- Победитель Первой лиги Украины: 2015/16
- Серебряный призёр Первой лиги Украины (2): 2012/13, 2013/14
- Обладатель Кубка Украины: 2008/09

## Статистика
| Сезон   | Клуб               | Лига                 | Чемпионат | Чемпионат | Кубок | Кубок | Еврокубки | Еврокубки |
| Сезон   | Клуб               | Лига                 | Игры      | Голы      | Игры  | Голы  | Игры      | Голы      |
| ------- | ------------------ | -------------------- | --------- | --------- | ----- | ----- | --------- | --------- |
| 2004/05 | МФК Александрия    | Вторая лига          | 15        | 0         | 1     | 0     |           |           |
| 2005/06 | МФК Александрия    | Вторая лига          | 15        | 3         | 1     | 0     |           |           |
| 2006/07 | Кремень            | Вторая лига          | 26        | 3         | 1     | 0     |           |           |
| 2007/08 | Кремень            | Вторая лига          | 26        | 18        | 0     | 0     |           |           |
| 2008/09 | Ворскла            | Премьер-лига         | 7         | 0         | 3     | 0     | 0         | 0         |
| 2009/10 | Ворскла            | Премьер-лига         | 0         | 0         | 0     | 0     | 0         | 0         |
| 2009/10 | Александрия        | Первая лига          | 20        | 2         | 0     | 0     |           |           |
| 2010/11 | Сталь              | Первая лига          | 31        | 5         | 3     | 1     |           |           |
| 2011/12 | Сталь              | Первая лига          | 24        | 4         | 1     | 0     |           |           |
| 2012/13 | Сталь              | Первая лига          | 31        | 10        | 2     | 0     |           |           |
| 2013/14 | Александрия        | Первая лига          | 17        | 0         | 1     | 0     |           |           |
| 2014/15 | Сталь              | Первая лига          | 17        | 5         | 0     | 0     |           |           |
| 2014/15 | Звезда             | Первая лига          | 10        | 2         | 0     | 0     |           |           |
| 2015/16 | Звезда             | Первая лига          | 26        | 7         | 3     | 0     |           |           |
| 2016/17 | Звезда             | Премьер-лига         | 6         | 0         | 1     | 0     | 0         | 0         |
| 2017    | Неман (Гродно)     | Чемпионат Белоруссии | 13        | 3         |       |       |           |           |
| 2017/18 | Ингулец            | Первая лига          | 10        | 2         | 1     | 0     |           |           |
| 2017/18 | Черкащина-Академия | Вторая лига          | 11        | 6         |       |       |           |           |
| 2018/19 | Черкащина-Академия | Вторая лига          | 16        | 5         | 3     | 2     |           |           |
| 2018/19 | Кремень            | Вторая лига          | 10        | 3         |       |       |           |           |
| 2019/20 | Кремень            | Первая лига          | 6         | 1         |       |       |           |           |